# Scooba
Pour la ville du Mississippi, voir Scooba (Mississippi).

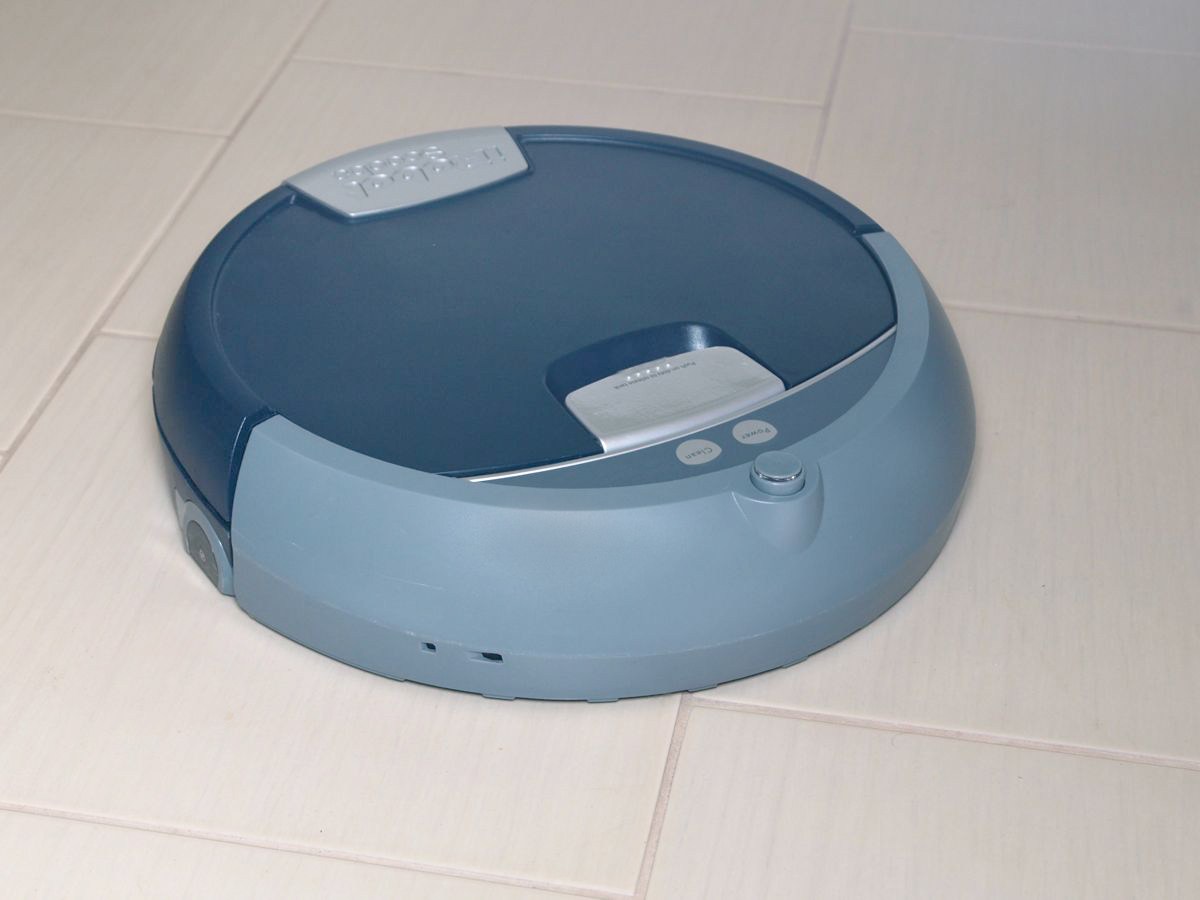
iRobot Scooba 380.

Scooba est un robot laveur créé par la société iRobot.
Modèles
Génération 1
- Scooba 5900 a été le premier Scooba, il ne pouvait être utilisé avec le Scooba Solution de nettoyage et a été abandonné en faveur du modèle légèrement amélioré Scooba 5800.
- Le Scooba 5800 peut nettoyer environ 23 m² par charge de batterie, environ 230 € (299 $)

Génération 2
- Scooba 330 peut nettoyer 23 m² par charge de batterie, environ 230€ (299 $).
- Scooba 350 peut nettoyer 46 m² par charge de batterie, environ 399 $.
- Scooba 380 permet de nettoyer 79 m² par charge de batterie. Comprend également la base de chargement, un tapis de stockage, et un mur virtuel supplémentaire, environ 430 € (499 $)
- Scooba 385 permet de nettoyer, brosser et assècher les parquets en bois dur vitrifiés, carrelages et linoléums sur une surface de 80 à 90 m² par charge de batterie. Comprend également la base de chargement, un tapis de stockage, et un mur virtuel supplémentaire environ 430 € (499 $).